# Château d'Acquedolci
 (avril 2019).
Si vous disposez d'ouvrages ou d'articles de référence ou si vous connaissez des sites web de qualité traitant du thème abordé ici, merci de compléter l'article en donnant les références utiles à sa vérifiabilité et en les liant à la section « Notes et références ».
Le château d'Acquedolci est un ancien château italien situé à Acquedolci dans la province de Messine en Sicile.

## Histoire
Au XVIe siècle, des barons catalans se chargèrent de la construction d'une tour d'observation carrée, utile pour la défense de la côte, dans le cadre du projet de défense organisé par Charles Quint,.
La tour représente le noyau autour duquel la construction du château s'est déroulée dans son intégralité, un engagement de construction qui a occupé les décennies entre la fin du dix-septième (probablement à partir de 1660) et le début du treizième siècle.
Le complexe, qui présente un plan rectangulaire avec des tourelles circulaires aux angles nord-est et nord-ouest, est aujourd'hui partiellement à l'état de ruines.
La majeure partie de la structure a été démolie au XXe siècle, probablement à la suite des destructions causées par le glissement de terrain de 1922. Les zones utilisées pour la cave, les appartements privés et le hall sont visibles. On note la présence de l'église de San Giuseppe, restaurée mais dé-consacrée, ornée d'un autel du XVIIIe siècle.
L'extérieur est caractérisé par l'utilisation de pierres, de briques et de mortier laissés apparents.
Appartenant à l'époque de la fondation des princes de Palagonia, le château a été vendu au XIXe siècle à la famille Cupane, qui l'a élargi. Il est désormais la propriété de la municipalité d'Acquedolci.
Il existe un projet de restauration de certaines salles pour les utiliser comme des espaces culturels, en hébergeant éventuellement une bibliothèque, une salle de conférence, un auditorium, une galerie de peintures et un musée.